# 小玉晃
小玉晃（日语：／ Kodama Akira，1944年3月20日—），日本篮球运动员。他曾代表日本参加1964年夏季奥运会男子篮球比赛。他也参加了1966年亚洲运动会和1970年亚洲运动会，其中在1970年亚洲运动会中获得铜牌。